# 戴维·P·克拉克
戴维·P·克拉克（英語：David P. Clark，1952年—）是一位英国遗传学家，毕业于布里斯托尔大学，现为南伊利诺伊大学教授，主要科普作品有《病菌、基因与文明：传染病如何影响人类社会》（Germs, Genes, & Civilization: How Epidemics Shaped Who We Are Today）等。